# José Toro Hardy
José Toro Hardy (Caracas, Venezuela, 19 de junio de 1942) es un destacado economista venezolano que cuenta con amplia obra publicada. Ha ocupado importantes cargos públicos y se ha proyectado, a la vez, sobre los campos de la docencia y el periodismo. 

## Familia y educación
Es hermano de Alfredo Toro Hardy, destacado diplomático de carrera, académico e intelectual, sobrino del novelista e intelectual Miguel Toro Ramírez y nieto del científico y académico Carlos Toro Manrique. Se graduó de economista en la Universidad Católica Andrés Bello de Caracas en el año 1965 y cuenta con estudios de maestría en el Instituto de Estudios Superiores de Administración (IESA) (1984).

## Actividad académica
Es Miembro del Consejo de Fomento de la Universidad Central de Venezuela, así como Miembro del Consejo Superior de la Universidad Tecnológica del Centro (UNITEC). Ha sido, así mismo, profesor del Instituto de Estudios Superiores de Administración (IESA), de la Universidad Metropolitana y del Instituto de Altos Estudios de la Defensa Nacional (IAEDEN). En 1998 la Universidad Fermín Toro instituyó una Cátedra de Estudios Petroleros a la cual le asigna el nombre de "José Toro Hardy" y lo designa Profesor Honorario de esa casa de estudios. Fue director del Centro de Divulgación del Conocimiento Económico (CEDICE), del IESA Foundation, del Centro Venezolano Americano (CVA) y del Instituto Cultural Venezolano-Israelita, entre otras fundaciones e instituciones de naturaleza académica o cultural.

## Obras publicadas
Es autor o coautor de varios libros. Sus obras individuales son las siguientes:.
- Ideario Político-Social de Bolívar, Caracas, 1963
- Venezuela y el Petróleo del Islam, Caracas, 1991
- Venezuela: 55 años de Política Económica, Caracas, 1992
- Fundamentos de Teoría Económica, Caracas, 1993
- Oil, Venezuela and the Persian Gulf, Caracas, 1995
- Por Ahora, la Constitución sirve para Todo, Caracas 2009
- ¡Llegó la Hora!", Caracas, 2012

## Actividad consultiva
Es miembro del Consejo Consultivo de la Cámara Venezolana de la Construcción.

## Actividad pública
Entre su actividad pública más destacada se encuentran los siguientes cargos:
- Miembro principal del Directorio de Petróleos de Venezuela, PDVSA, durante el período 1996-1999, posición desde la cual fue uno de los más activos promotores de la llamada "apertura petrolera".
- Director Principal de la ya desaparecida Corporación Venezolana de Fomento para el período 1969-1973

## Actividad periodística y redes sociales
Fue conductor durante varios años del programa "Análisis con José Toro Hardy" -donde disertaba sobre temas económicos, históricos, y culturales- que se transmitía por el canal venezolano de televisión Globovisión y era retransmitido a toda Latinoamérica. Fue también conductor del programa "Punto de vista" en la emisora caraqueña de radio Unión Radio. Durante varios años, y hasta 2017, mantuvo una columna de opinión regular en el diario El Universal. A partir de esa última fecha mantuvo otra, también por varios años, en el diario El Nacional de Venezuela. Fue Editor adjunto de Analítica.com . Entre 1968 y 1969 fue director de la revista Mira, cuya Junta Directiva era presidida por Guillermo Morón. Cuenta con más de 700 mil seguidores en su cuenta Twitter (ahora X) y es con frecuencia entrevistado por algunos de los principales medios de prensa internacionales. Entre estos últimos cabría mencionar a BBC, Forbes, CNN, The Economist o Der Spiegel. A comienzos del 2024 inició un programa por YouTube titulado Jose Toro Hardy TV, en el que diserta sobre temas históricos, geopolíticos y económicos. 

## Investigación
En 1975, el presidente Carlos Andrés Pérez, presenta al Congreso de la República una denuncia sobre presuntas irregularidades en el otorgamiento en 1970 de Contratos de Servicio a la empresa Occidental Petroleum en el Sur del Lago de Maracaibo, con la complicidad de algunos funcionarios del Ministerio de Minas e Hidrocarburos entre los que se mencionó a José Toro Hardy. Para investigar políticamente el caso se designó una Comisión especial de senadores y diputados del Congreso Nacional. En relación con José Toro Hardy, esa Comisión expresó que no estuvo involucrado en los hechos investigados. En igual sentido se pronunció el Tribunal que estuvo a cargo de la investigación, en decisión que fue ratificada por la Corte Suprema de Justicia, previo informe favorable de la Fiscalía General de la República.